# Dansk Komponist Forening
Dansk Komponist Forening (DKF) er et fagfællesskab for professionelle komponister og lydkunstnere i Danmark. DKF er stiftet i 1913 og er Nordens ældste komponistforening. Foreningen står bl.a. bag hjemmesiden KomponistBasen der er et webleksikon over danske komponister.